# Duba (Chorvatsko)
Duba (před osamostatněním od vesnice Otok známá jako Otok-Duba) je malá, téměř zaniklá vesnička a přímořské letovisko v Chorvatsku v Dubrovnicko-neretvanské župě, spadající pod opčinu Slivno. Nachází se u stejnojmenné zátoky, asi 11 km jihozápadně od Opuzenu. V roce 2011 zde trvale žili pouze 4 obyvatelé.
Sousedními letovisky jsou Blace a Kremena, silničně spojena je Duba ale pouze s Kremenou.